# Fityeház
Fityeház is een plaats (község) en gemeente in het Hongaarse comitaat Zala. Fityeház telt 737 inwoners (2001).